# Arrondissement Le Marin
Arrondissement Le Marin (fr. Arrondissement du Marin) je správní územní jednotka ležící v zámořském departementu a regionu Martinik ve Francii. Člení se dále na 12 obcí.

## Obce
- Les Anses-d'Arlet
- Le Diamant
- Ducos
- Le François
- Le Marin
- Rivière-Pilote
- Rivière-Salée
- Sainte-Anne
- Sainte-Luce
- Saint-Esprit
- Les Trois-Îlets
- Le Vauclin